# コルチェスター (バーモント州)
コルチェスター（英: Colchester）は、アメリカ合衆国バーモント州のチッテンデン郡にある町。人口は1万7524人（2020年）。バーリントン都市圏に含まれる。シャンプレーン湖の東岸に位置している。

## 歴史
約2000年前の初期ウッドランド時代、先コロンブス期のインディアンがコルチェスターのある地域に住んでいた。コルチェスターは1863年6月7日に町として認可され、コルチェスター伯爵に因んで名付けられた。
1922年にコルチェスター町の中からウィヌースキ市が独立した。

## 地理
コルチェスターは北緯44度32分31秒 西経73度11分48秒 / 北緯44.54194度 西経73.19667度に位置する。
アメリカ合衆国国勢調査局に拠れば、市域全面積は58.6平方マイル (151.9 km2)、このうち陸地は36.9平方マイル (95.5 km2)、水域は21.8平方マイル (56.3 km2)で水域率は27.10％である。

## 人口動態
以下は2000年の国勢調査による人口統計データである。
| 基礎データ - 人口: 16,986人 - 世帯数: 6,144世帯 - 家族数: 4,184家族 - 人口密度: 177.8人/km2（460.5人/mi2） - 住居数: 6,727軒 - 住居密度: 70.4軒/km2（182.4軒/mi2） 人種別人口構成 - 白人: 96.53% - アフリカン・アメリカン: 0.63% - ネイティブ・アメリカン: 0.17% - アジア人: 1.58% - 太平洋諸島系: 0.04% - その他の人種: 0.25% - 混血: 0.80% - ヒスパニック・ラテン系: 1.11% 年齢別人口構成 - 18歳未満: 22.6% - 18-24歳: 16.2% - 25-44歳: 32.1% - 45-64歳: 22.7% - 65歳以上: 6.4% - 年齢の中央値: 33歳 - 性比（女性100人あたり男性の人口） - 総人口: 96.0 - 18歳以上: 95.0 | 世帯と家族（対世帯数） - 18歳未満の子供がいる: 34.1% - 結婚・同居している夫婦: 55.2% - 未婚・離婚・死別女性が世帯主: 8.8% - 非家族世帯: 31.9% - 単身世帯: 22.2% - 65歳以上の老人1人暮らし: 5.0% - 平均構成人数 - 世帯: 2.50人 - 家族: 2.96人 収入と家計 - 収入の中央値 - 世帯: 51,429 米ドル - 家族: 58,358米ドル - 性別 - 男性: 38,268米ドル - 女性: 30,880米ドル - 人口1人あたり収入: 22,472米ドル - 貧困線以下 - 対人口: 6.3% - 対家族数: 5.4% - 18歳以下: 8.2% - 65歳以上: 9.7% |

## 経済
コルチェスターの経済で大きなものは小売業である。2007年小売業の売上高は2億2,580万ドルで州内第4位である。

### 観光
コルチェスターの観光資源はシャンプレーン湖である。1981年以降毎年、「シャンプレーン湖国際父の日釣りダービー」が開催されている。2009年の行事では6,000人の釣り人が集まった。

## 町政
2008年、窃盗犯罪が36.9％も増加した。犯罪の全体でも28.9％増加し、1,486件になった。

## 交通
コルチェスターの南東部ではチッテンデン郡交通局によるバス便を利用できる。

## 著名な住人
- トム・ブレナン、バーモント大学男子バスケットボールの元コーチ
- レイ・コリンズ、メジャーリーグベースボール選手、ボストン・レッドソックス（1909年-1915年）
- ドナト・ジアンコーラ、SFとファンタジーのイラストレーター

## 教育
高等教育機関としてはセントミカエルズ・カレッジがあり、オールバニ薬科大学バーモント・キャンパスがウォーター・タワーヒルにある。
コルチェスター教育学区の5つの学校では約2,200人の児童が学んでいる。学区内にはコルチェスター高校、コルチェスター中学、小学校のマレッツベイ・スクール、幼年学校のポーターズ・ポイント・スクールとユニオン・メモリアル・スクールがある。
コルチェスター高校には賞を受賞したことのあるコルチェスター劇団がある。
コルチェスター教育学区では2005年10月に教師のストライキがあった。このストライキは昇給に関して始まり、直ぐに教育システムの他の側面にまで問題が拡大した。交渉は10月18日に5時間持たれたが物別れに終わった。ストライキは教師と教育委員会の間で給与に関する合意ができた10月23日に終わり、24日の月曜日に授業が再開された。

## メディア
コルチェスターで聴取できるラジオ局は3局ある。